# Sclerasterias eustyla
Sclerasterias eustyla är en sjöstjärneart som först beskrevs av Percy Sladen 1889.  Sclerasterias eustyla ingår i släktet Sclerasterias och familjen trollsjöstjärnor. Inga underarter finns listade i Catalogue of Life.